# Municipio de Athol
El municipio de Athol (en inglés: Athol Township) es un municipio ubicado en el condado de Spink en el estado estadounidense de Dakota del Sur. En el año 2010 tenía una población de 65 habitantes y una densidad poblacional de 0,52 personas por km².

## Geografía
El municipio de Athol se encuentra ubicado en las coordenadas 45°1′41″N 98°38′8″O / 45.02806, -98.63556. Según la Oficina del Censo de los Estados Unidos, el municipio tiene una superficie total de 123.82 km², de la cual 123,82 km² corresponden a tierra firme y (0 %) 0 km² es agua.

## Demografía
Según el censo de 2010, había 65 personas residiendo en el municipio de Athol. La densidad de población era de 0,52 hab./km². De los 65 habitantes, el municipio de Athol estaba compuesto por el 100 % blancos. Del total de la población el 0 % eran hispanos o latinos de cualquier raza.